# Hafen Dortmund

Logo Dortmund Hafen 21

Der Hafen Dortmund ist ein Binnenhafen im Stadtbezirk Innenstadt-Nord der Stadt Dortmund. Der Hafen ist auch Namensgeber eines der drei statistischen Bezirke im Stadtbezirk Innenstadt-Nord, der als Wohn- und Geschäftsviertel mit einer hohen Bevölkerungsdichte gilt. 
Er wurde am 11. August 1899 von Kaiser Wilhelm II. zusammen mit dem Dortmund-Ems-Kanal eröffnet. Mit Wirkung vom 10. Juni 1939 gliederte die Stadt Dortmund ihren als Eigenbetrieb geführten Hafen aus der städtischen Verwaltung aus und wandelte diesen in eine Aktiengesellschaft um – die Dortmunder Hafen AG wurde gegründet.
Im Zweiten Weltkrieg wurde er schwer beschädigt, aber bereits 1946 wieder eröffnet, um dringend benötigte Baustoffe für den Wiederaufbau der Stadt erhalten zu können. Heute sind die nördlichen Hafenbecken (Südhafen, Kohlenhafen sowie Petroleumhafen) eine der größten Logistikdrehscheiben Europas, die Speicherstraße am Stadthafen wird auch durch kulturelle und gastronomische Betriebe genutzt. Seit 2019 verstärkt die Stadt Dortmund Ansiedlung von Start-ups und Unternehmen (siehe Hafen und Kanal als Sport- und Freizeitrevier).

## Geschichte und Gegenwart

Hafen-Plan 1899

Historische Darstellung des Dortmunder Hafens mit Union-Vorstadt inklusive Erweiterungspläne (hellblau dargestellt).

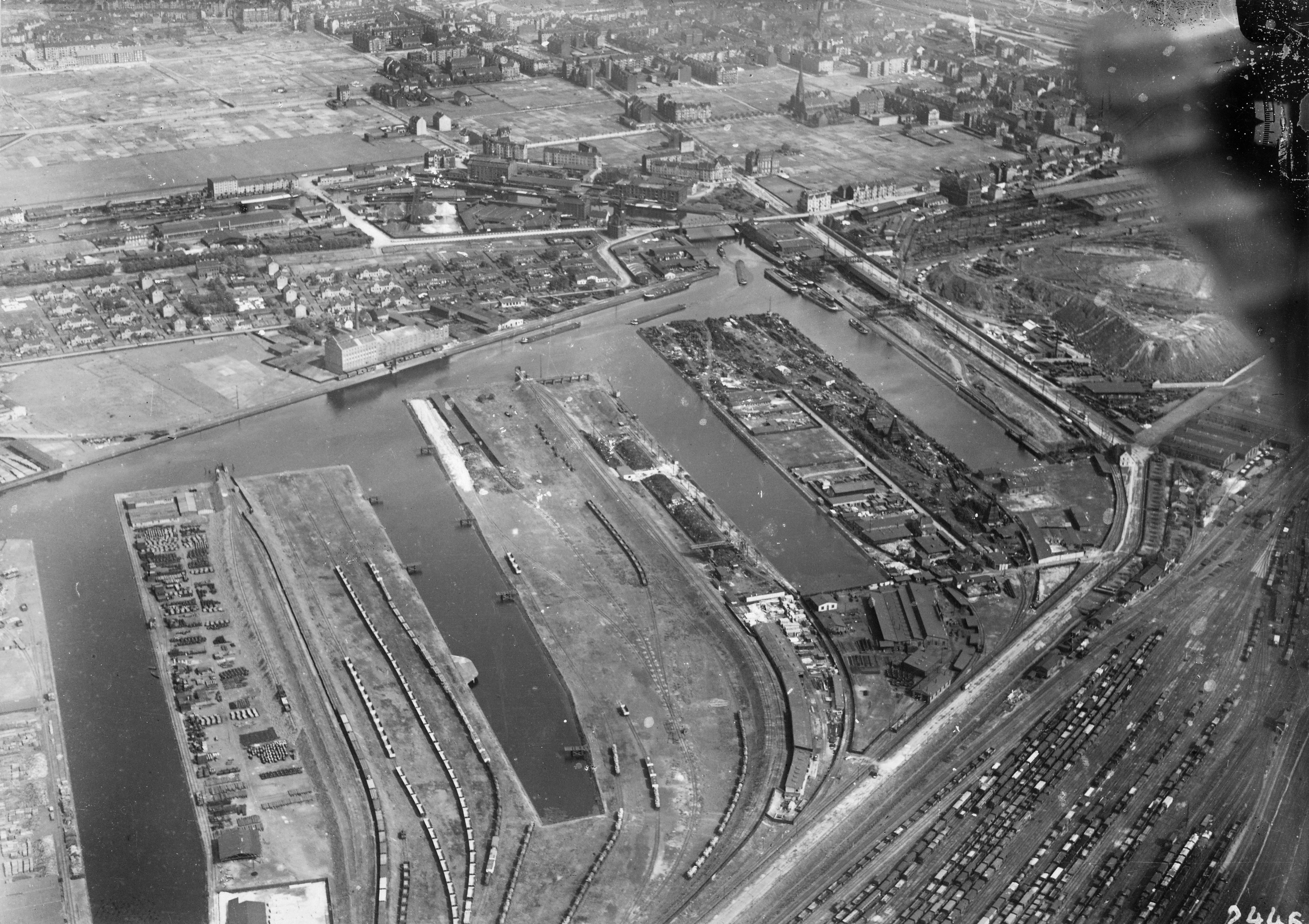
Luftbild 1920

### Vorgeschichte
Seit Mitte des 19. Jahrhunderts gab es bereits Überlegungen, eine künstliche schiffbare Wasserstraße bis zur Nordsee zu bauen. Im Zuge der Industrialisierung, die inzwischen auch in Dortmund eingesetzt hatte, griffen wirtschaftsorientierte Fachkreise die Diskussion um das Kanalprojekt wieder auf.
Es sollte jedoch noch 40 Jahre dauern, bis die Stadt Dortmund mit dem Kanal- und Hafenbau beginnen konnte. Nachdem die anfänglichen Kanalplanungen eine Streckenführung in Ost-West-Richtung, vom Rhein bis zur Weser, vorgesehen hatten, orientierten sich die neueren Entwürfe an der kürzesten Wegstrecke zwischen der Nordsee und dem östlichen Ruhrgebiet.
Die Errichtung des Dortmunder Hafens am Dortmund-Ems-Kanal begann 1895 am nördlichen Rand des damaligen Stadtgebietes von Dortmund auf dem Areal der Unionvorstadt, einer Werkssiedlung des Montankonzerns Dortmunder Union, wodurch die Siedlung aus 40 Gebäuden zu einer Wohnenklave mitten im Hafengelände wurde.
Verantwortlich für das Kanalprojekt war die königliche Kanalbaukommission, die dem preußischen Ministerium für öffentliche Arbeiten unterstellt war und von Münster aus ab 1890 die Arbeiten zum Bau des Dortmund-Ems-Kanals organisierte und kontrollierte.

### Bau
Am 9. Oktober 1895 fand der erste Spatenstich zum Bau des Dortmunder Hafens statt. Kurz darauf begann die Aushubarbeiten, deren Großteil von einem Trockenbagger erfolgte. Der dabei gewonnene Aushub wurde für die Lagerplätze am Kohlenhafen, die nördlichen Rampen der Stadthafenbrücke und die Aufschüttungen für den Hafenbahnhof verwendet. Parallel dazu begannen Ende 1895 Rammarbeiten für die Gründung der Kaimauern. Im Jahr 1896 fanden größtenteils Erdarbeiten statt, außerdem wurden u. a. die Pfeiler der Stadthafenbrücke errichtet. Im Jahr 1897 wurden die Erarbeiten und die Uferbefestigungen vollendet. Da der Aushub für die notwendigen Aufschüttungen nicht ausreichte, wurde Bodenmaterial auch der Halde der Zeche Hansa, sowie dem Vorland entnommen. In Summe wurden unter Einsatz von Feldbahnen 643.000 Kubikmeter Bodenmaterial bewegt. 1897 wurde auch die Stadthafenbrücke und die Hansabrücke eröffnet. Nachdem der Anschluss an den Rangierbahnhof der Köln-Mindener Eisenbahn errichtet worden war, konnte im August 1897 der Eisenbahnbetrieb eröffnet werden, wobei dieser zunächst nur dem Baubetrieb diente. Zwischen Mai und Dezember wurde das Lagerhaus errichtet. Ab Frühjahr 1898 wurden die elektrischen Anlagen und weitere Hochbauten errichtet bzw. vollendet.
Nach fast dreijähriger Bauzeit war der Dortmunder Hafen in wesentlichen Teilen fertiggestellt, zunächst mit fünf Hafenbecken: Kanalhafen, Stadthafen, Südhafen, Kohlenhafen sowie Petroleumhafen. Die Kosten für den Dortmunder Hafen betrugen 6,43 Millionen Reichsmark inklusive der mehr als 20 Kilometer Gleisanlagen.

### Eröffnung und erste Betriebsjahre
1899 wurde der Hafen durch Kaiser Wilhelm II. eröffnet. In den 1920er und 30er Jahren wurde der vorwiegend zum Umschlag von Getreide, Kohle und Erz dienende Hafen ausgebaut. Es wurden weitere Hafenbecken angelegt und die Verwaltungsinfrastruktur (Altes Hafenamt Dortmund) erweitert. Heute besitzt der Dortmunder Hafen als größter Kanalhafen Europas zehn Hafenbecken mit einer Uferlänge von 11 km.
Seine größte wirtschaftliche Bedeutung erlangte der Hafen nach dem Zweiten Weltkrieg.

### Nach dem Zweiten Weltkrieg
Im Jahre 1972 wurden hier 6,2 Mio. Tonnen Fracht umgeschlagen. Auch die Fertigstellung eines Containerhafens 1987 konnte den deutlichen Rückgang der umgeschlagenen Tonnage, hervorgerufen durch die Stilllegung von Kohle- und Stahlindustrie in Dortmund, nicht aufhalten. Noch 1997 wurden hier 2,6 Millionen Tonnen Eisenerz angelandet, gegenwärtig ist diese Warengruppe völlig aus dem Dortmunder Hafen verschwunden.
Nunmehr ist der ehemalige „Wasserbahnhof der Montanindustrie“ zu einem Logistik- und Industriegebiet von hoher internationaler Bedeutung geworden. Der Umschlag von Eisenerz und Kohle gehört der Vergangenheit an; heute steht der Dortmunder Hafen, neben anderen Standorten, für die Versorgung der Rhein-Ruhr-Region mit ihren rund 10 Millionen Einwohnern.
Das Hafenareal erlangte bundesweit mediale Aufmerksamkeit, als 2010 ein Umweltskandal um die unsachgemäße Entsorgung von PCB-belasteten Transformatoren durch das Unternehmen Envio aufgedeckt wurde. Die Dekontamination des Firmengeländes wurde Ende 2018 abgeschlossen.

## Hafenviertel als Wohnstandort

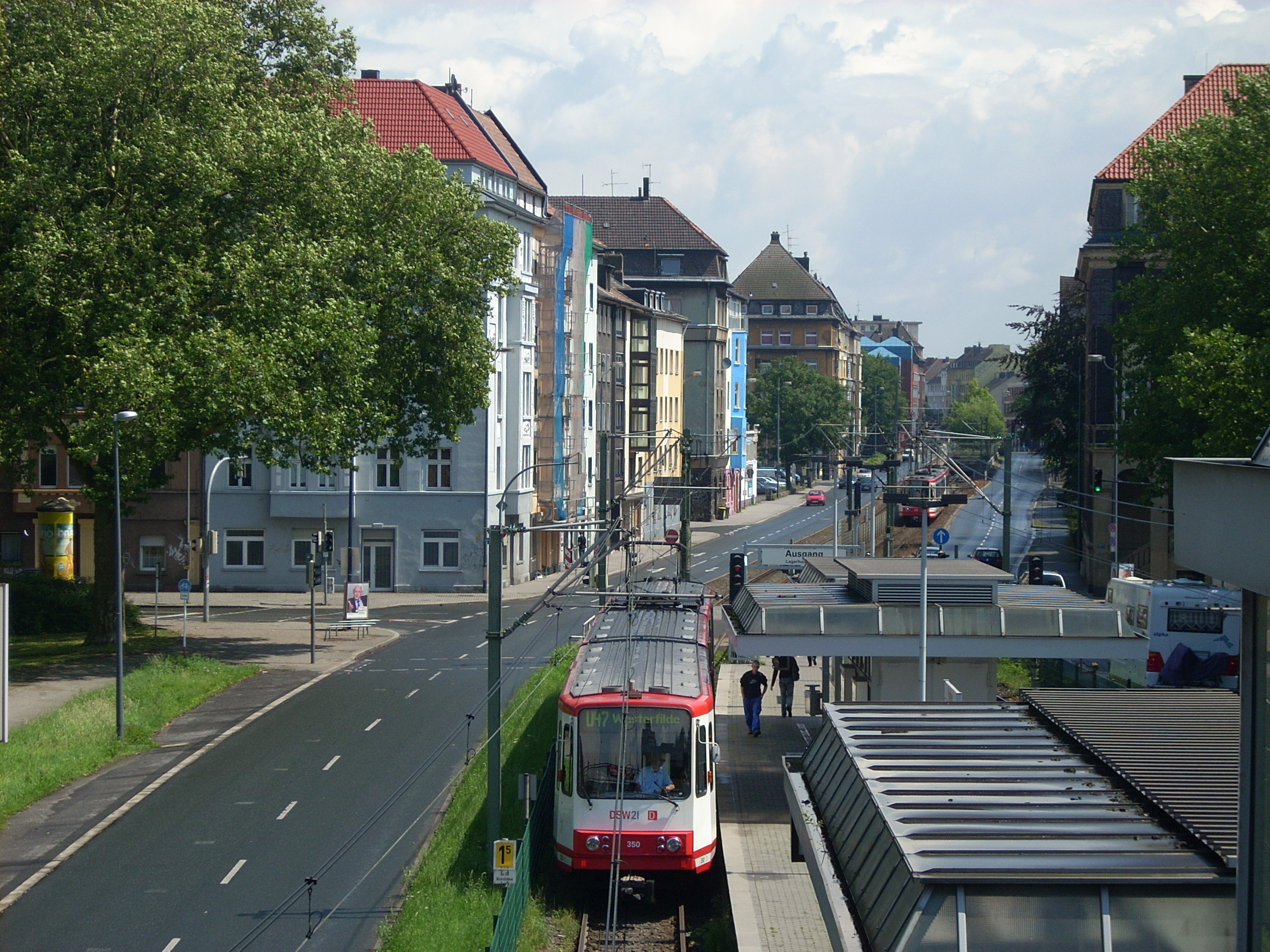
Eingang in das Wohnviertel Hafen von der OWIIIa aus, U-Bahn-Haltestelle Hafen

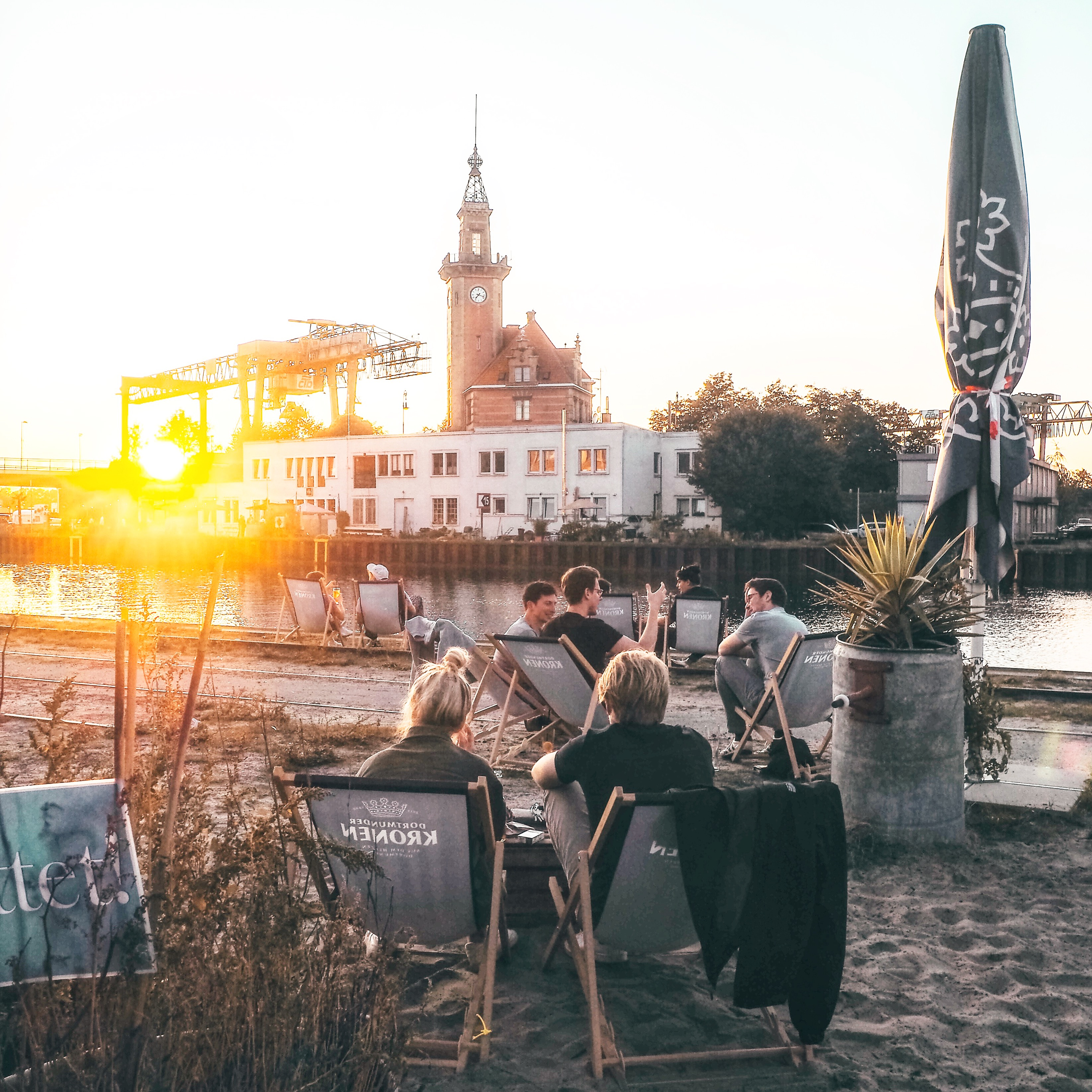
Gastronomie an der Speicherstraße

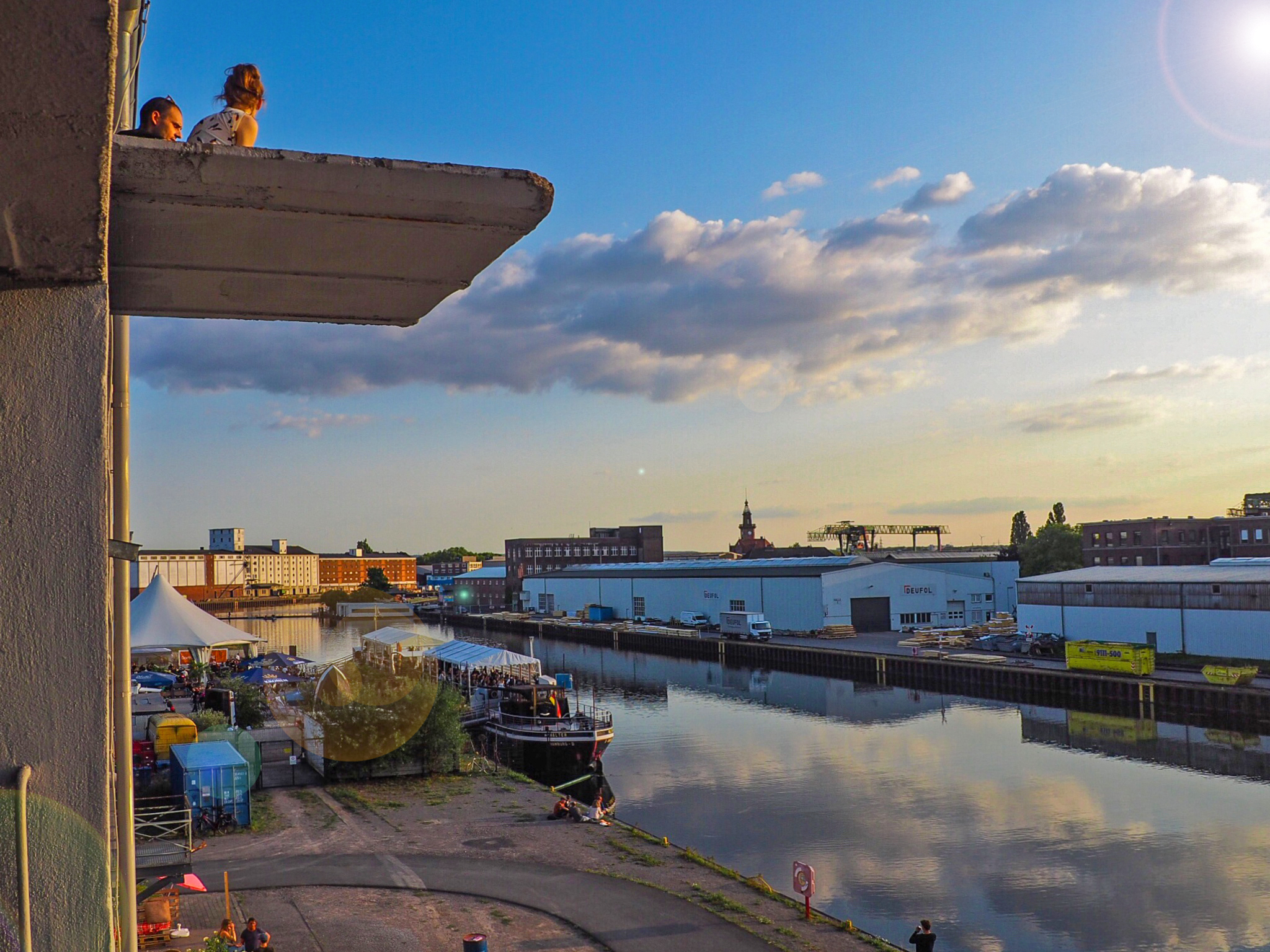
Szenequartier Hafen

Das Hafenviertel ist, wie weite Teile der Dortmunder Nordstadt, um die Jahrhundertwende als typisches dicht bebautes Arbeiterwohnquartier in Blockrandbebauung mit großen parkähnlichen Freiflächen entstanden. Während der südliche Teil des Viertels dicht bebaut ist, lockert die Bebauung nach Norden hin auf. Trotz großflächiger Zerstörung im Zweiten Weltkrieg haben sich rund um den Hafen viele Altbauten erhalten. Durch die günstigen Mieten und die Nähe zur Innenstadt wird das Viertel vermehrt von Studenten, Freischaffenden, Künstlern und Kreativunternehmern als Wohn- und Arbeitsstandort gewählt. Durch das sich ausweitende gastronomische Angebot und die Ansiedlung von Kreativunternehmen wird das Viertel gelegentlich als Szeneviertel im Ruhrgebiet bezeichnet. In diesem Prozess waren ein Steigen der Einwohnerzahl und steigende Miet- und Immobilienpreise für Bestandseigentumswohnungen von 896 € je m² auf 1035 € je m² innerhalb weniger Jahre zu beobachten.

### Bevölkerungsentwicklung
| Jahr      | 1987   | 2003   | 2008   | 2013   | 2016   | 2017   | 2018   | 2019   | 2020   | 2023   | 2024   |
| --------- | ------ | ------ | ------ | ------ | ------ | ------ | ------ | ------ | ------ | ------ | ------ |
| Einwohner | 18.123 | 17.403 | 16.843 | 17.566 | 18.487 | 18.502 | 18.466 | 18.292 | 18.327 | 18.710 | 18.870 |

### Statistik
Strukturdaten der Bevölkerung im Bezirk Hafen:
- Bevölkerungsanteil der unter 18-Jährigen: 17,2 % [Dortmunder Durchschnitt: 16,2 % (2018)][10]
- Bevölkerungsanteil der mindestens 65-Jährigen: 12,4 % [Dortmunder Durchschnitt: 20,2 % (2018)][11]
- Ausländeranteil: 50,8 % [Dortmunder Durchschnitt: 22,3 % (2024)][12]
- Arbeitslosenquote: 19,6 % [Dortmunder Durchschnitt: 11,0 % (2017)][13]

Das Durchschnittseinkommen liegt ca. 40 % unter dem Dortmunder Durchschnitt.
Der Anteil der Bevölkerung mit Migrationshintergrund liegt am 31. Dezember 2022 bei 69,1 %.

## Entwicklung des Dortmunder Hafens

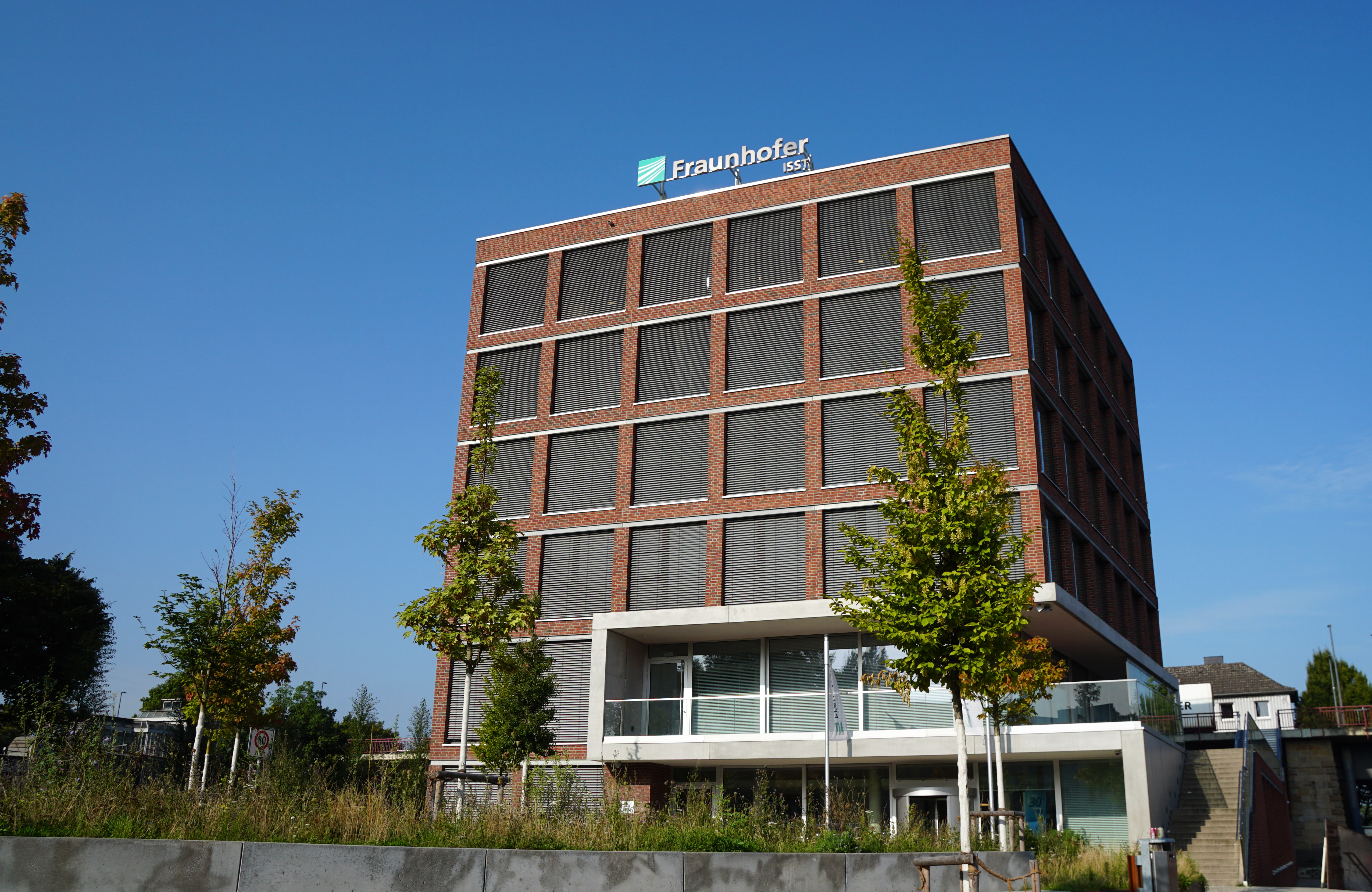
Fraunhofer-Institut für Software- und Systemtechnik ISST

Seit mehr als zehn Jahren wurde über eine Entwicklung des Stadthafenbeckens entlang der Speicherstraße am alten Hafenamt nach dem Vorbild des Kreativkais in Münster nachgedacht. Die Investoren-Suche gestaltete sich jedoch trotz einer umfassenden Planung über die Jahre hinweg, durch bestehende Mietverträge, welche die Entwicklung bremsten, nur wenig erfolgreich. Seit dem Jahr 2015 wird durch die Lokalpolitik jedoch wieder verstärkt eine Umnutzung von Teilabschnitten des Stadthafens forciert. Die Speicherstraße im nördlichen Hafengebiet sollte um etwa 20 Meter nach Osten versetzt werden, wodurch direkt am Kanal größere, attraktivere Baugrundstücke für Bürobauten geschaffen werden sollten.
Zur Ansiedlung von Unternehmen aus der Kreativ- und Digitalindustrie am Dortmunder Hafen wurde die Entwicklungsgesellschaft d-port21 gegründet, eine Tochter der DSW21 und der Dortmunder Hafen AG. Damit folge die Stadt einem Modell, das sich bereits im Rahmen des Projektes Phoenix-See bewährt habe. Das Entwicklungsprojekt wird unter anderem aus Mitteln des Europäischen Fonds für regionale Entwicklung, Bund, Land Nordrhein-Westfalen und der Stadt Dortmund finanziert. Es werden Investitionen in dreistelliger Millionenhöhe erwartet.
Die von d-port21 aufgestellten Planungen beinhalten unter anderem die Ansiedlung von Start-ups und Unternehmen in der südlichen Speicherstraße. An der vorgesehenen Uferpromenade sollen Cafés und Restaurants entstehen. Der Dortmunder Hafen soll als Industrie- und Wirtschaftsraum stabilisiert werden und durch Ansiedlung von Unternehmen 3000 bis 5000 Arbeitsplätze schaffen. Der Einzug des Fraunhofer-Institut für Software- und Systemtechnik ISST und der neu gegründeten Akademie für Theater und Digitalität entsprechen der angezielten Modernisierung.

## Baudenkmal Altes Hafenamt

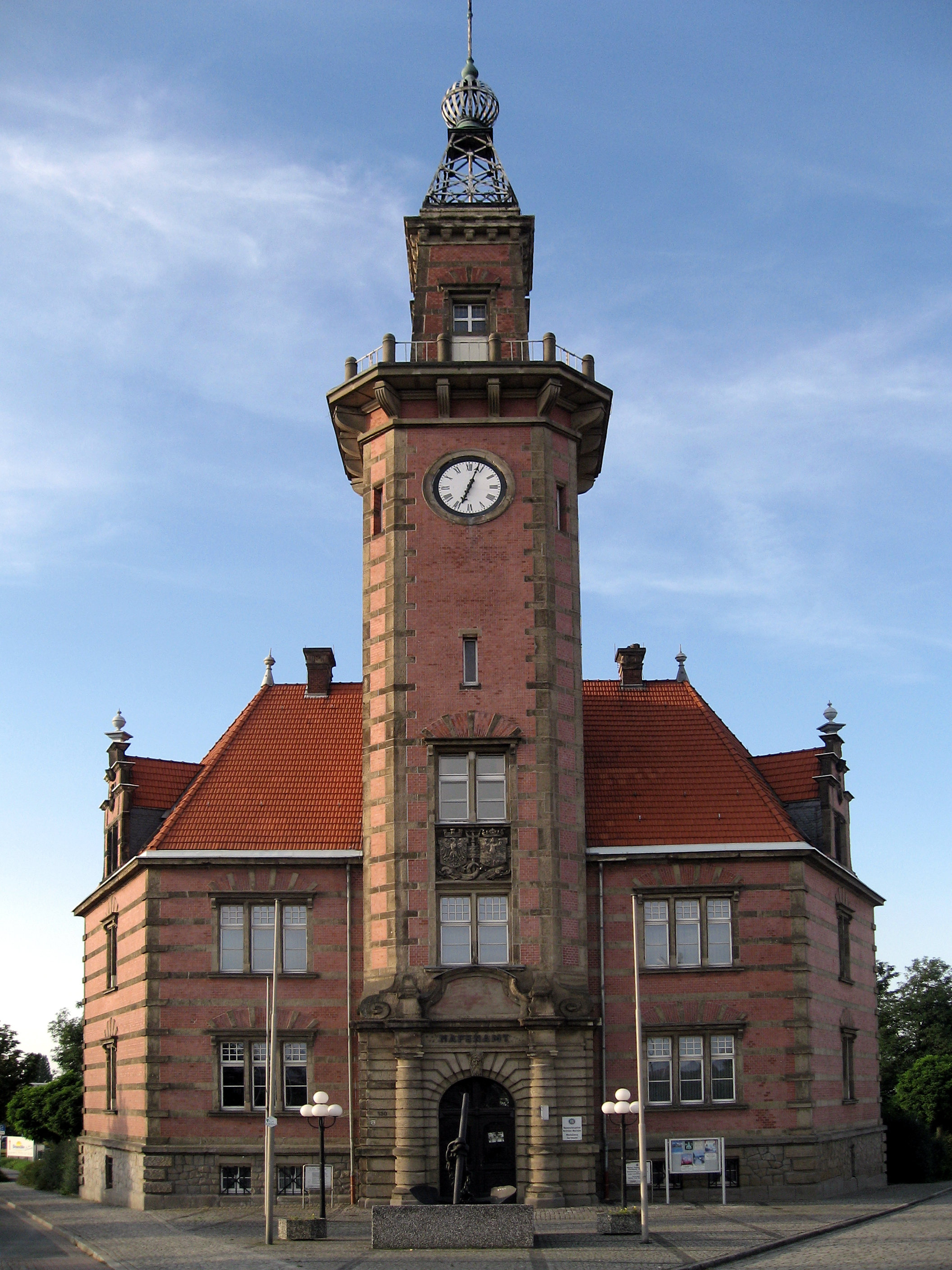
Altes Hafenamt Dortmund

→ Hauptartikel: Altes Hafenamt Dortmund
Zur Einweihung des Dortmunder Hafens am 11. August 1899 durch Kaiser Wilhelm II. wurde im Hafen das Alte Hafenamt errichtet. Nach Entwürfen von Stadtbaurat Friedrich Kullrich wurde auf einem sechseckigen Grundriss ein zweigeschossiger Bau mit großem Frontturm erbaut, der nicht zufällig an einen Leuchtturm erinnert. Diese Assoziation wird neben der äußeren Form durch einen Umgang um den Turmkern verstärkt. Im Turm richtete man ein „Kaiserzimmer“ ein, dessen Außenbrüstung die von Delphinen getragenen Wappen der Städte Dortmund und Emden zeigt.
Die ursprünglich als Turmbekrönung angebrachte Eisengitterkonstruktion wurde um 1930 wegen Baufälligkeit abgetragen und erst 1986 durch eine Rekonstruktion aus feuerverzinktem Stahl ersetzt, nachdem das Innere des Gebäudes bereits 1982/1983 wieder hergerichtet worden war. Die Kugel auf der Turmspitze ist als Zeitball zu verstehen, die Spitze dient als Fahnenmast. 1986 wurde neben der Turmbekrönung auch der gesamte Außenbau restauriert.
Bis 1962 war das Alte Hafenamt Sitz der Dortmunder Hafen AG. Das Gebäude wurde 2007 von der Wasserschutzpolizei und für eine Ausstellung zum Thema Hafen und Schifffahrt genutzt.
Das Alte Hafenamt liegt am Sunderweg im Übergang zur Kanalstraße. Die zentrale Lage im Zentrum des Kanalhafens wird weiterhin dadurch betont, dass die Brücke über den Stadthafen direkt auf den Turm zuläuft und die Fahrbahn erst kurz vor dem Gebäude nach Westen ausschert. Durch den erhöhten Bauplatz ist das nachts angestrahlte Gebäude weithin sichtbar.
Das Alte Hafenamt, dessen Abriss in den 1950er Jahren bereits geplant war, ist heute eines der Wahrzeichen der Dortmunder Nordstadt und ebenso wie der Dortmunder Hafen ein Teil der Route der Industriekultur.

## Hafen und Kanal als Sport- und Freizeitrevier

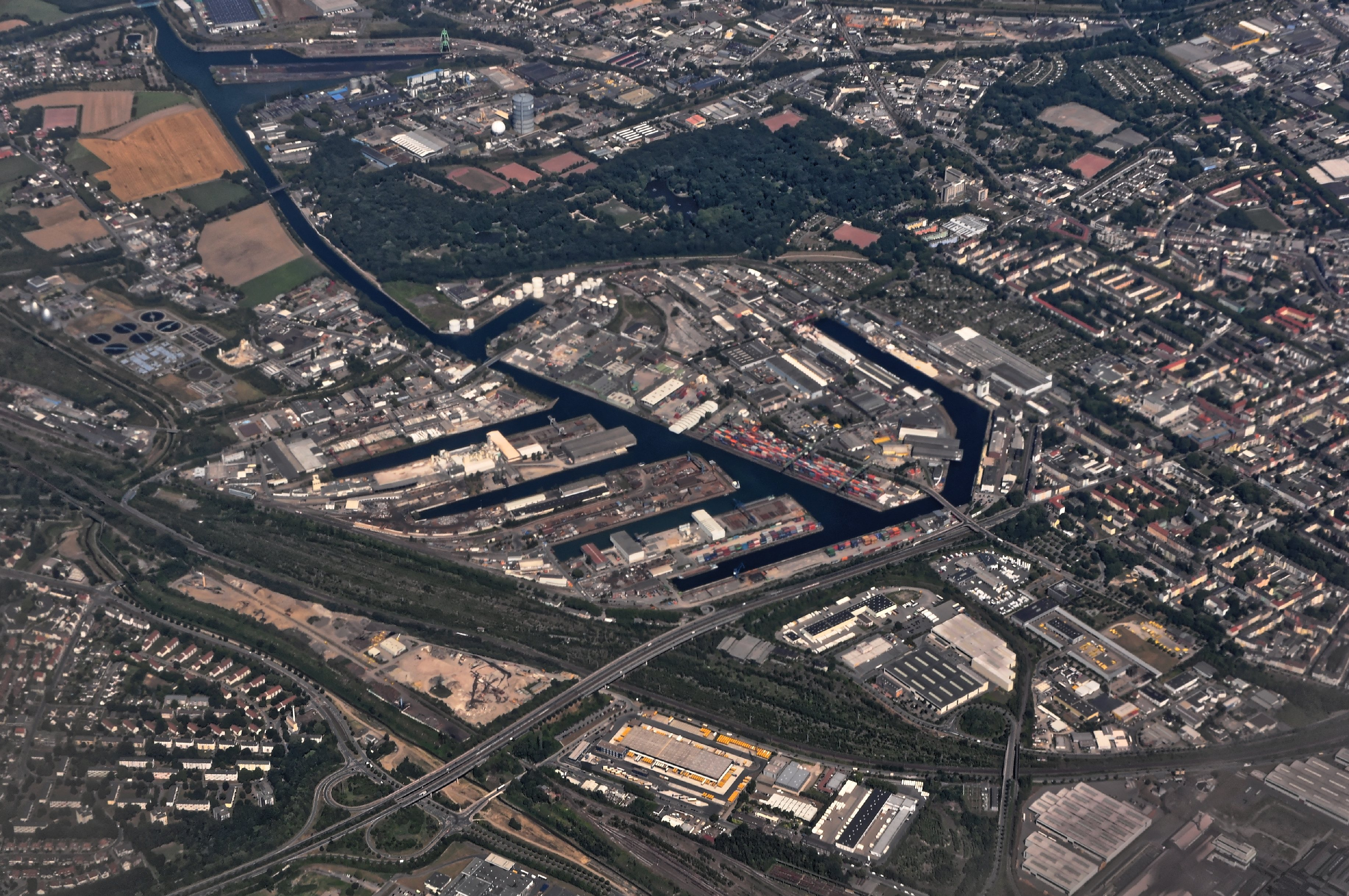
Der Hafen von oben

Neben der bereits genannten Hafengastronomie und dem Bundesleistungszentrum Rudern nutzen verschiedene Schulen und Vereine den Kanal als Bootsrevier. Zu nennen sind hier etwa der Ruderclub Hansa von 1898 und der Ruderclub Germania von 1929 sowie die Kanuabteilung des Freien Sportvereins von 1898 FS-98. Ausgehend vom Hafen erstreckt sich entlang des Kanals der Dortmund-Ems-Kanal Radweg in Richtung Waltrop und weiter ins Münsterland. Die Kanalufer werden im Sommer zunehmend von Badenden und zum Grillen genutzt.

## Der Hafen als Wirtschaftsstandort
2007 wurden im Dortmunder Hafen 3,2 Mio. Tonnen Fracht umgeschlagen. Dies bedeutet gegenüber 2006 eine Steigerung um 7,1 %. Diese Steigerung ist vor allem ein Erfolg des Containerterminals Dortmund „CTD“, der zunehmend genutzt wird. Im Jahr 2007 wurden in Dortmund Container mit einer Tonnage von 701.000 Tonnen umgeschlagen. Im Januar 2009 wurde die dritte Containerbrücke durch die Container Terminal Dortmund GmbH im Hafen in Betrieb genommen. Im Februar 2016 wurde ein neues bimodales Containerterminal an der Franz-Schlüter Straße in Betrieb genommen.
Der Umschlag nach Warengruppen stellte sich wie folgt dar:
| Warengruppe         | Tonnage 2005 | Tonnage 2006 | Tonnage 2007 | Tonnage 2008 | Tonnage 2009 | Tonnage 2010 | Tonnage 2011 | Tonnage 2014 | Tonnage 2016 | Tonnage 2017 | Tonnage 2018 | Tonnage 2019 |
| ------------------- | ------------ | ------------ | ------------ | ------------ | ------------ | ------------ | ------------ | ------------ | ------------ | ------------ | ------------ | ------------ |
| Baustoffe           | 982.000 t    | 934.000 t    | 990.000 t    | 776.000 t    | 649.000 t    | 690.000 t    | 540.200 t    |              |              | 367.000 t    | 265.000 t    | 265.000 t    |
| Mineralöle          | 621.100 t    | 647.000 t    | 538.000 t    | 570.000 t    | 571.000 t    | 630.000 t    | 566.000 t    |              |              | 558.000 t    | 459.000 t    | 349.000 t    |
| Eisen und Stahl     | 294.400 t    | 334.000 t    | 401.000 t    | 355.000 t    | 152.000 t    | 147.000 t    | 256.000 t    |              |              | 199.000 t    | 147.000 t    | 101.000 t    |
| Schrott             | 219.800 t    | 216.000 t    | 231.000 t    | 271.000 t    | 189.000 t    | 160.000 t    | 219.000 t    |              |              | 291.000 t    | 225.000 t    | 250.000 t    |
| Kohle- und Koks     | 148.000 t    | 272.000 t    | 166.000 t    | 170.000 t    | 88.200 t     | 81.000 t     | 100.100 t    |              |              | 109.000 t    | 15.000 t     | 67.000 t     |
| Andere Warengruppen | 442.600 t    | 557.000 t    | 701.000 t    | 796.000 t    | 767.700 t    | 810.500 t    | 864.300 t    |              |              | 787.000 t    | 764.000 t    | 1.103.000 t  |
| Summe               | 2.707.900 t  | 2.960.000 t  | 3.027.000 t  | 2.938.000 t  | 2.416.900 t  | 2.518.500 t  | 2.545.600 t  | 2.940.000 t  | 2.734.000 t  | 2.310.000 t  | 1.875.000 t  | 2.135.000 t  |

Quelle: Dortmunder Hafen AG